# Вибухова травма
Вибухова травма — це бойове багатофакторне ураження, яке виникає внаслідок сукупної ушкоджуючої дії на організм людини ударної хвилі, газових струменів, вогню, токсичних продуктів вибуху та горіння, уламків корпусу боєприпасів, вторинних снарядів.

## Види вибухової травми
Розрізняють такі види вибухової травми:
- вибухові ушкодження
- відкриті ушкодження тканин організму, які спостерігаються, зокрема, при вибуху протипіхотних мін
- заброневі ушкодження
- закриті й відкриті травми, що виникають при дії вибуху на броньований транспорт, в якому перебуває особовий склад.

Сукупність цих видів ушкоджень дозволяє розглядати їх як єдину категорію поранень із вибуховою травмою (ВТ). Обсяг і характер ушкоджень при ВТ залежать від потужності заряду, напряму ударної хвилі, видів снарядів, від відстані й положення тіла потерпілого в момент вибуху.

## Характеристика факторів ураження при вибуховій травмі
- повітряна ударна хвиля, яка створює найбільшу травматичну дію на організм, відриває сегменти або робить тяжкі ушкодження кінцівок, а також ушкоджує м’які тканини, судини та нервові стовбури, призводить до крововиливів, контузій в усіх органах і тканинах;
- первинні (уламки боєприпасів) і вторинні (каміння, осколки захисної броні, деталі машин) елементи ураження викликають поранення різної локалізації;
- газові струмені, що утворюються в результаті вибуху і поширюються з великою швидкістю. Вони здатні спричиняти сильний ушкоджуючий ефект, який супроводжується відривом або великою деструкцією сегментів кінцівок та інших частин тіла. Особливо сильну ушкоджуючу дію мають газові струмені, які утворюються при вибуху кумулятивних снарядів і боєприпасів об’ємного вибуху;
- полум’я від вибуху спричиняє появу первинних і вторинних (від загоряння одежі) опіків;
- продукти вибуху і горіння можуть викликати отруєння чадним газом та іншими токсичними хімічними речовинами.

Тяжкі ушкодження відзначають у потерпілих, які отримали вибухову травму внаслідок підриву на протитанковій міні бойової техніки чи транспорту , а також при ураженні кумулятивними снарядами. У момент вибуху міни броньована техніка різко підкидається вгору, члени екіпажу, які перебувають у ній, отримують сильний удар знизу і разом із бронемашиною їх підкидає догори, під час падіння машини відбувається удар об ґрунт, при цьому в людей часто спостерігають закриті ушкодження кісток таза, кінцівок і хребта.
Внаслідок вибуху боєприпасу з кумулятивною дією з’являються дуже стиснені, з високою температурою струмені газу, які з великою швидкістю проникають усередину броньованої машини, утворюючи надлишковий тиск, що призводить до баротравми, та виникає велика кількість осколків від зруйнованої броні, які наносять членам екіпажу тяжкі та численні поранення.

## Клінічні прояви вибухової травми
Частою формою ушкоджень при ВТ є повний або неповний відрив сегмента кінцівки. Крім тяжкого травмування тканин, у ділянці безпосередньої дії боєприпасу спостерігають також ушкодження всього організму у вигляді контузій і численних внутрішньомозкових крововиливів. Поєднання місцевих змін і загальних розладів у поранених із ВТ нерідко створює передумови до порушення життєво важливих функцій організму. Ушкодження екіпажу бронемашини кумулятивними снарядами супроводжуються множинними й великими травмами зі значною крововтратою і розвитком виражених проявів шоку.
Вибухи протипіхотних мін спричиняють відриви сегментів кінцівок, сукупні вогнепальні переломи кісток, множинні осколкові поранення м’яких тканин, кровоносних судин, нервових стовбурів, забруднення ран землею, поєднані поранення голови, грудної клітки, таза, органів черевної порожнини.
Загальні принципи надання медичної допомоги при вибуховій травмі. При ампутації кінцівок внаслідок вибухової травми, а також після первинної хірургічної обробки ран, можливе виникнення ранових ускладнень у зв’язку з розвитком вогнищ некрозу в тканинах на значній відстані від операційної рани. Наявні численні осколкові поранення різної локалізації, а також закрита травма внутрішніх органів, створюють діагностичні труднощі при виявленні найбільш небезпечних для життя потерпілих ушкоджень. Вибухові ураження пов’язані з високою ймовірністю розвитку тяжких форм місцевої та загальної ранової інфекції. Враховуючи багатофакторність поранення і можливість дистантних ушкоджень при вибуховій травмі, на етапах медичної евакуації необхідно звертати увагу не тільки на місцеві локальні ушкодження, але й на можливі наслідки травми в інших органах і системах організму поранених.

## Заходи допомоги

### Заходи первинної медичної допомоги
До заходів першої медичної допомоги належать:
- зупинка зовнішньої кровотечі (накладання стискальної пов’язки, джгута чи закрутки);
- накладання на рани пов’язки за допомогою пакета перев’язувального індивідуального;
- введення знеболюваних;
- проведення транспортної іммобілізації ушкодженої кінцівки за допомогою підручних засобів або табельних шин;
- при можливості максимальне використання повітряного транспорту (вертольотів) для евакуації з поля бою.

### Долікарська медична допомога
Долікарська медична допомога полягає в:
- накладанні джгута при зовнішній кровотечі з ран кінцівок (джгут, накладений вище відриву кінцівки, знімати не треба);
- накладанні або корекції раніше накладеної асептичної пов’язки на рану;
- введення знеболюваних
- іммобілізації ушкодженої кінцівки транспортними шинами навіть при відсутності переломів кісток.

### Перша лікарська допомога
Перша лікарська допомога складається із:
- зупинки зовнішньої кровотечі; при повному або неповному відриві кінцівок правильно накладений джгут не треба знімати навіть при перевищенні терміну перебування його на кінцівці більше двох годин;
- інгаляції кисню при виникненні дихальної недостатності (за допомогою апарата КІ-4), накладання оклюзійної пов’язки, проведення торакоцентезу, введення повітроводу або проведення трахеотомії (залежно від показань);
- катетеризації сечового міхура при травмах хребта з ушкодженням спинного мозку, виконання капілярної пункції з евакуацією сечі при ушкодженнях уретри;
- заповнення первинної медичної картки та підготовки до евакуації в омедб (скор. окремий медичний батальйон, шпиталь).

### Кваліфікована медична допомога
У поранених, госпіталізованих в омедб, поряд із пошкодженнями кінцівок, яких найбільше, діагностують поранення таза, живота, грудної клітки, черепа і головного мозку. Їх лікують згідно з доктриною військово-польової хірургії.
При неповних, а також повних відривах кінцівок, що супроводжуються тяжким травматичним шоком, проводять циркулярну новокаїнову блокаду вище накладеного джгута, який не знімають. Тільки після проведення протишокової терапії і стабілізації гемодинаміки роблять операцію — ампутацію кінцівки. При пошкодженні магістральної судини і збереженні цілісності дистального відділу кінцівки протезують судини. Особливу групу уражених із ВТ становлять поранення кисті, які виникають при вибухах запалів гранат, внаслідок неправильного користування ними. У таких потерпілих часто виникають відриви пальців, множинні переломи кісток кисті й нижньої третини передпліччя із значним пошкодженням м’яких тканин. Особливістю надання медичної допомоги є відмова від радикалізму при виконанні первинної хірургічної обробки.
При багатофакторності й множинності ураження, великих пошкодженнях тканин, що супроводжуються масивною крововтратою, показана інфузійно-трансфузійна, антибактеріальна, дезінтоксиційна і симптоматична терапія в передопераційному періоді, під час і після операції.
Комплексне лікування поранених із ВТ може бути успішним лише при чіткій організації медичної допомоги на всіх етапах медичної евакуації. Ця допомога повинна базуватись на розумінні механізмів пошкодження при ВТ. Поряд із лікуванням місцевих пошкоджень, особливе значення надають проведенню загальних лікувальних заходів, які спрямовані на стабілізацію основних систем життєзабезпечення організму, поповнення енергетичних і пластичних резервів, профілактику і лікування тяжких форм гнійної інфекції.
Комплексний підхід до лікування цих поранених полягає в цілісній системі заходів, до якої належать невідкладна допомога, лікування ранніх і пізніх ускладнень, відновлення, медична і соціальна реабілітація. Велику роль при виконанні цих завдань відіграє середній медичний персонал як одна з основних ланок діяльності кожного етапу медичної евакуації.